# Belval-en-Argonne
Belval-en-Argonne is een gemeente in het Franse departement Marne (regio Grand Est). De gemeente ligt in de Argonne, een streek die zich over verschillende Franse departementen uitspreidt. 

Belval-en-Argonne maakt deel uit van het arrondissement Châlons-en-Champagne en telde nog 49 inwoners in 2016.  (in 1841 waren er 345 inwoners).

## Geografie
De oppervlakte van Belval-en-Argonne bedraagt 11,8 km², de bevolkingsdichtheid is dus 4,5 inwoners per km².
De onderstaande kaart toont de ligging van Belval-en-Argonne met de belangrijkste infrastructuur en aangrenzende gemeenten.

## Demografie
Onderstaande figuur toont het verloop van het inwonertal (bron: INSEE-tellingen).

## Étangs de Belval

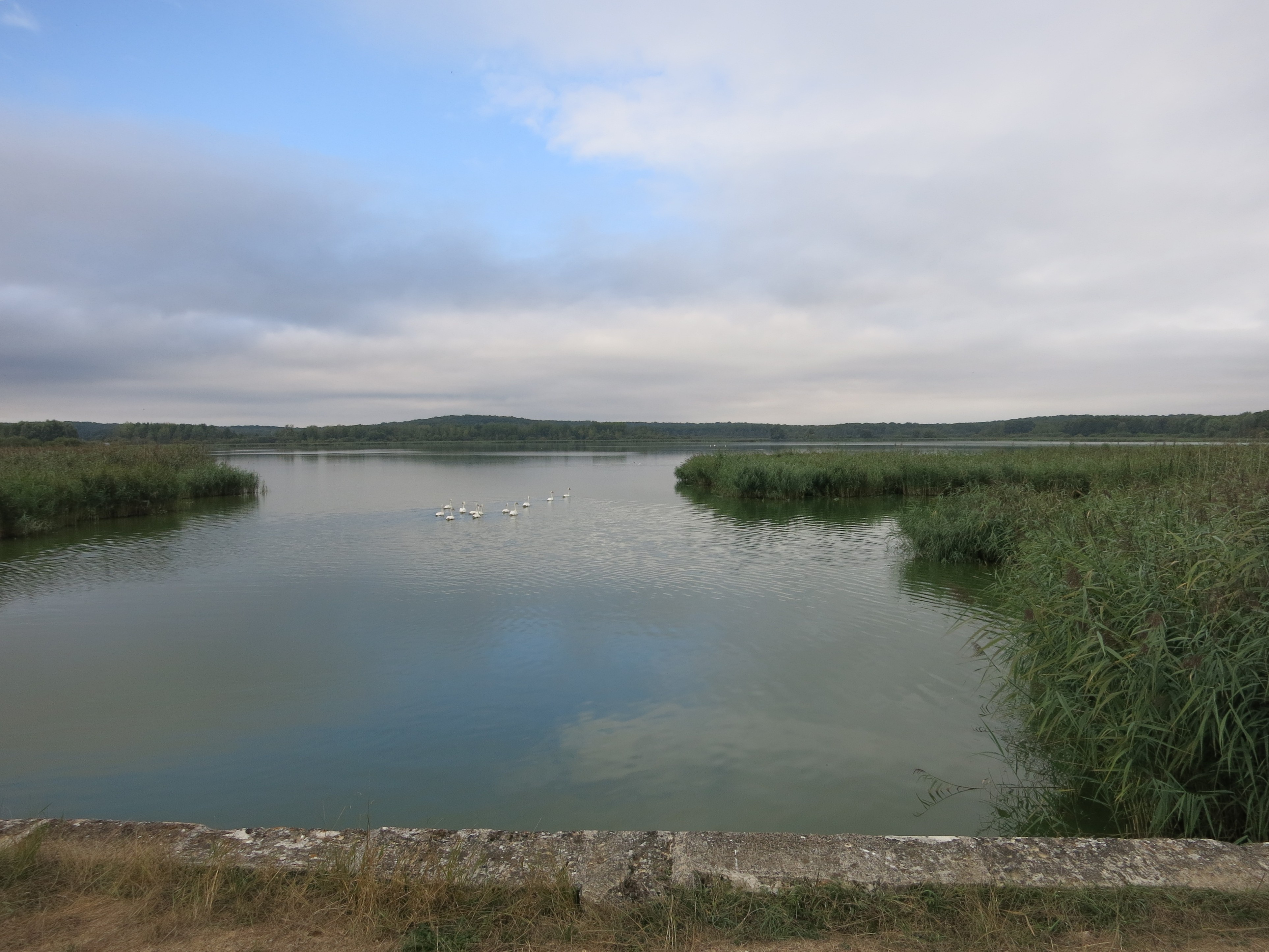
Vijvers Étangs de Belval

Het dorp Belval is vooral in kringen van natuur- en vogelliefhebbers bekend voor de vijvers Étangs de Belval. In de streek liggen vele vijvers met brede rietkragen, waarvan die van Belval de grootste is van het departement.  De vijver van Belval werd al vermeld in 1499 maar werd vermoedelijk al in de 13de eeuw aangelegd en wordt al eeuwenlang gebruikt voor de visteelt.

Étangs de Belval bestaat uit meerdere vijvers, gescheiden door een dijk. Er is de ’Étang du Haut' van 63 ha, de ’Étang du Bas' van 88 ha en nog enkele kleinere vijvers. Rond de ondiepe vijvers, van 1 à 1,5 meter diep, bevinden zich brede rietkragen.

De vijvers van Belval worden al tientallen jaren bezocht door binnen- en buitenlandse vogelliefhebbers omwille van de grote diversiteit aan vogels die er voorkomt met veel soorten die men elders slechts sporadisch kan waarnemen zoals Zwarte Wouw, Grote Karekiet, Visarend, Wouwaap, Bruine Kiekendief en waren ook broedgevallen van de Kraanvogel, Visarend, Snor, Porseleinhoen, Kwak, Cetti’s zanger en Roodhalsfuut. In de winter komen er grote aantal Kraanvogels en laat ook de Zeearend zich zien.

Nadat het gebied 100 jaar eigendom was de champagnefamilie Pol Roger, kocht een landbouwer het in 2007, legde de vijvers droog en maakte er een maïsakker van. Natuurverenigingen, met het Belgische Natuurpunt voorop, kwamen in actie tegen het verlies aan natuurgebied. In 2009 konden natuurverenigingen en de gemeente met hulp van subsidiërende regionale overheden, de 203 ha vijvers en omringend bosgebied aankopen. Natuurpunt België is hoofdaandeelhouders, samen met ‘Ligue pour la protection des Oiseaux’, de gemeente Belval en ‘Conservatoire du Patrimoine Naturel de Champagne-Ardenne’. In 2012 werd het gebied geclasseerd als regionaal natuurreservaat.

Op drie plaatsen aan de vijvers staan er vrij toegankelijke vogelkijkhutten. Buiten de vele vogelsoorten komen er in gebied 273 plantensoorten voor, 41 libellensoorten en ook de Ringslang, de Kamsalamander,  de Wilde kat, de Das en  de Grote vuurvlinder.